# Willoughby on the Wolds
Willoughby on the Wolds is een civil parish in het bestuurlijke gebied Rushcliffe, in het Engelse graafschap Nottinghamshire met 572 inwoners.

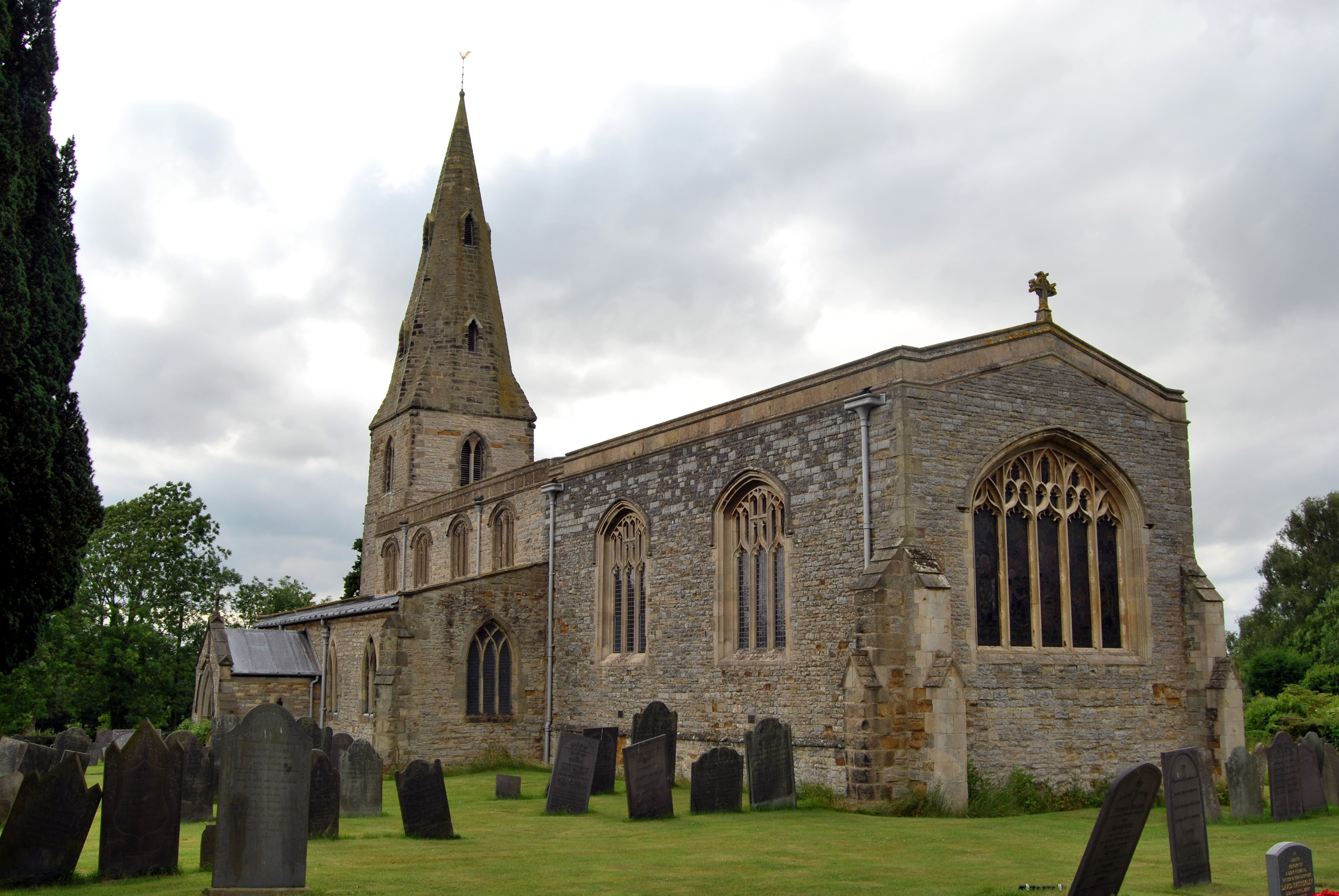
Kerk van St. Mary and All Saints